# Barbora Balážová
Barbora Balážová (ur. 18 marca 1992 roku) – słowacka tenisistka stołowa, uczestniczka igrzysk olimpijskich w Rio de Janeiro. Brązowa medalistka mistrzostw Europy w 2022 roku.

## Igrzyska olimpijskie
Wzięła udział w grze indywidualnej podczas igrzysk olimpijskich w 2016 roku. W pierwszej rundzie wygrała z Meksykanką Yadirą Silvą, zaś w drugiej rundzie przegrała z reprezentującą Szwecję Li Fen.